# Heinrich Scheidemann
Pour les articles homonymes, voir Scheidemann.
Heinrich Scheidemann (vers 1595 - 1663) est un organiste et compositeur allemand, le plus célèbre des organistes d'Allemagne du Nord pendant la première moitié du XVIIe siècle. Son  influence le relie, par l'intermédiaire de ses élèves, à Jean-Sébastien Bach.

## Biographie
Il naît à Wöhrden, dans le duché de Holstein. Ce duché est luthérien protestant depuis 1530, ce qui rapproche H. Scheidemann de J.S. Bach. Son père, David Scheidemann, est organiste à Wöhrden puis à Hambourg, et Heinrich en reçoit probablement ses premières leçons.
Il est, comme de nombreux organistes d'Allemagne du Nord de ce temps, élève de Jan Pieterszoon Sweelinck à Amsterdam, de 1611 à 1614, et probablement l'un de ses préférés puisque Sweelinck lui dédie un motet vers la fin de cette période, avant qu'il ne retourne en Allemagne. À partir de 1629, et peut-être même dès 1625, Scheidemann est organiste de l'église Sainte-Catherine  à Hambourg – donc titulaire du plus prestigieux instrument de la ville. Il reste en poste pendant plus de 30 années, jusqu'à sa mort survenue à Hambourg au début de 1663 pendant une épidémie de peste.

## Musique et influence
Scheidemann est renommé aussi bien en tant que compositeur qu'organiste, ce que démontre la large diffusion de ses œuvres. Il reste un plus grand nombre de compositions de Scheidemann que d'aucun autre compositeur de son époque en Allemagne. À la différence de ses confrères tels que Praetorius, Schütz, Scheidt, et Schein qui écrivent dans la plupart des genres musicaux en usage, Scheidemann se consacre presque exclusivement à son instrument de prédilection. Il reste également quelques œuvres vocales et pièces pour le clavecin, mais leur nombre est largement surpassé par les pièces destinées à l'orgue, lesquelles comportent souvent plusieurs mouvements.
La contribution durable de Scheidemann au répertoire de l'orgue et à la musique baroque en général, est représentée par ses préludes de chorals qui revêtent trois formes principales : 
- arrangement de choral avec cantus firmus, un ancien type de préludes de chorals ;
- arrangements monodiques imitant le style vocal (en soliste) de cette époque, adapté en solo pour l'orgue avec basse continue ;
- fantaisies de choral très élaborées, composition d'un style nouveau issu de la manière de Sweelinck et tirant parti des nouvelles possibilités techniques de l'orgue d'Allemagne septentrionale.

Outre ses arrangements de chorals, il compose des arrangements du Magnificat, comprenant plusieurs parties et organisés en cycles : technique musicale peu usitée qui ne reviendrait pas en lumière avant le XIXe siècle.

### Œuvres (Sélection)
- Magnificat I (4 Versets)
- Magnificat VI (4 Versets)
- Praeambulum en Sol majeur
- Praeambulum en ré mineur
- Fugue en ré mineur
- Verbum caro factum est
- Dixit Maria ad Angelum
- Benedicam Dominum in omni tempore
- Surrexit pastor bonus
- Te Deum laudamus

Le musicologue allemand Max Seiffert  a publié 15 Praeludien und Fugen, pièces adaptées d'après les tablatures originales pour orgue avec pédale obligée, chez Kistner & Siegel à Leipzig, vers 1925.